# Wolfgang Menzel
Wolfgang Menzel (Waldenburg, hoy Wałbrzych, Silesia, 21 de junio de 1798-Stuttgart, 23 de abril de 1873) escritor, crítico literario y político alemán, nacionalista y  reaccionario tras Revolución alemana de 1848-1849, fue uno de los principales opositores de la Alemania Joven.

## Estudios
Estudió filosofía y literatura en Jena y Bonn, y fue amigo de grandes intelectuales de la época. 

## Obra
- Streckverse. Heidelberg: Winter 1823.
- (Red.) Literatur-Blatt. Stuttgart u. Tübingen: Cotta 1825–1849. Jg. 9–33. (Menzel wird erst ab 1830 als Redakteur im Blatt genannt.)
- Rübezahl. Stuttgart 1829.
- Reise nach Österreich im Sommer 1831. Tübingen: Cotta 1832.
- Geist der Geschichte. Stuttgart: Liesching 1835.
- (Red.) Wolfgang Menzels Literaturblatt. Stuttgart: Neff [ab 1856: Menzel] 1852–1869. 18 Jge.
- Geschichte der letzten vierzig Jahre. (1816–1856). 2 Bde. Stuttgart: Krabbe 1857/1860.
- Geschichte der Deutschen bis auf die neuesten Tage. 5 Bde. Stuttgart u. Augsburg: Cotta (1855/1856)
- Deutsche Dichtung von der ältesten bis auf die neueste Zeit. 3 Bde. Stuttgart: Krabbe 1858/1859.
- Roms Unrecht. Stuttgart: Kröner 1871.
- Geschichte der neuesten Jesuitenumtriebe in Deutschland (1870–1872). Stuttgart: Kröner 1873.
- Denkwürdigkeiten. Hg. von dem Sohne Konrad Menzel. Bielefeld u. Leipzig: Velhagen & Klasing

- Datos: Q64640
- Multimedia: Wolfgang Menzel / Q64640